# Компульсия
Компу́льсия (англ. compulsive «навязчивый», «принудительный» ← лат. compellō — «принуждаю») — симптом, представляющий собой периодически возникающее навязчивое поведение, ритуалы или ментальные акты. Действия, которые, как человек чувствует, он вынужден выполнять. Невыполнение этих действий повышает тревожность у человека до тех пор, пока он не отказывается от сопротивления позыву. Компульсивные симптомы характерны для обсессивно-компульсивного расстройства и ананкастного расстройства личности. Компульсии могут быть (но не обязательно) связаны с обсессиями — навязчивыми мыслями.

## Проявления
Компульсивные «ритуалы» довольно разнообразны, но чаще всего имеют схожие черты. Так, очень часто встречаются ритуалы, связанные с очищением (навязчивое мытьё рук, тела, посуды, уборка в доме), едой (переедание при булимии), безопасностью (проверка электрических приборов, газа, затворов на двери), порядком (перепрыгивание трещин, соблюдение распорядка дня, упорядочивание предметов), со счетоводством (постоянный подсчёт всего, что окружает человека). Компульсии могут выглядеть более или менее рационально, но главное в них не это. Главное в них то, что от них очень трудно или даже невозможно отказаться.

Поначалу достаточно было их просто-напросто помыть, чтобы на несколько дней почувствовать себя намного лучше. Но, по мере того, как шло время, чувство загрязнённости возвращалось к девочке всё чаще, а избавление от грязи требовало всё более долгого мытья рук. В конце концов, она мыла их по несколько раз в день; оттирала их щёткой из рисовой соломы, пока те не начинали кровоточить. Только лишь когда боль становилась совсем уж невыносимой, Цинь-цзяо наконец-то чувствовала себя чистой, но и то — всего лишь на пару часов.— Орсон Скотт Кард. «Ксеноцид» (1991)

## Интерпретация
С точки зрения психоанализа, компульсии являются проявлениями «возвращения вытесненного», то есть соответствуют мыслям и желаниям, которые пациент отвергает как несовместимые со своим представлением о себе, или средством для того, чтобы запретные мысли оставались забытыми. Компульсивные явления могут пониматься или как неудачное вытеснение, или как показатель отчуждения, потому что та сторона, которая связана с влечением, означает силу, ищущую выражения, а другая — принудительные действия — свидетельствует, что субъект не может признать отдельные части самого себя.